# Shōwa Denkō
Pour les articles homonymes, voir SDK.
Shōwa Denkō K.K. (昭和電工株式会社, Shōwa denkō kabushiki-kaisha) est une entreprise japonaise évoluant dans le secteur de la chimie et de l'électronique. Elle est créée en juin 1939 par Nobuteru Mori lors de la fusion entre Nihon Electrical Industries et Showa Fertilizers.

## Histoire
En 2013, Shōwa Denkō K.K. (SDK) occupe environ un tiers du marché mondial des disques durs (DD). Showa Denko HD Singapore, une unité basée à Singapour, fabrique 10 % des DD du marché ; Veolia Eau produit l'eau ultra-pure nécessaire pour le procédé.
En décembre 2019, Hitachi annonce la vente d'une participation de 51 % dans sa filiale spécialisée dans la chimie notamment de matériaux pour l'industrie électronique à Shōwa Denkō pour environ 4,5 milliards de dollars d'imagerie médicale.